# 手合 (圍棋)
手合，又稱手合割、手相或者棋份，為對局雙方該用的對局模式，代表著雙方棋力的差距。由於古代圍棋沒有貼目，所以持黑先行一方有著優勢，為了平衡雙方棋力，而有著不同的手合。

## 古代
日本在日本棋院成立以前，從本因坊道策擔任碁所時制定的對弈規則，差兩段讓一子。雙方若是實力相當，手合採用分先（又稱互先），由雙方輪流持黑。差一段時稱為「先相先」（又稱半先、讓半子），由棋力較弱方（稱為下手）連續持兩盤黑，再由棋力較強方（稱為上手）持黑一盤，三盤輪替。差兩段時為「定先」（又稱一先、讓先、讓一子），稱作上手「授」下手先，或下手「受」上手先，由下手永遠持黑。差三段為「先二」（或二先），為下手一盤受先，一盤受二子；差四段為「二子」（又稱定二），下手永遠從受二子開盤。以下二三、三子，類推。
另外除了從雙方棋力推測出雙方該用手合外，也可以反推，是棋力鑑定的一種方式，例如高段方對棋力不明的新手從九子開始逐漸減少讓子數目，至雙方互有勝負時，則可用當時的手合推出棋力不明方的棋力。古代段位證書上亦是使用「棋力達與上手（七段）二先程度」此類方式做評定；最有名為棋聖道策，由於同時代無接近道策棋力的其他棋士，導致道策不斷提升手合，最後道策從手合推測的棋力為十三段，因此道策有著十三段的名人的美譽。

## 大手合
日本棋院成立後，每年會舉辦名為大手合的比賽，以做為升段的評鑑，大手合上為差三段讓一子。從分先開始依序為先相先、定先、先二先、二先二、二子、二三二、三二三、三子，亦即職業九段需讓職業初段三子。由於日本棋院棋手越來越多，實力越來越好，職業段位間的差距逐漸縮小，導致讓子這種手合對棋力較高者負擔加重，大手合評定升段失去公平性，因而在2003年廢除大手合，一律分先，改為積分制。

## 業餘
業餘段位間為差一段讓一子，級位差一級讓半子，差兩級讓一子；例如業餘4段需讓業餘1段三子，3級需讓7級二子。另外由於現今有貼目的制度，已不須如先相先、先二這種交換使用不同手合的制度。例如差一級雖然差半子，但只需用貼目去解決即可，例如差一級則黑改為貼3.5目（數子法182子之意），則不需要黑白黑這樣交換先後，下手永遠持黑。但業餘比賽通常沒有硬性規定，台灣部分比賽反而使用段差一段讓半子，級位差一組讓二子的規定。

## 升降
為從古代即有的制度，當雙方對局紀錄中，甲方勝場多於乙方四場時，則可將乙方「降級」，以後甲遇上乙時，乙方需以降一段的手合與之對局，但是甲、乙對上其他人，則仍維持原本的手合；著名的例子為本因坊秀哉與中川龜三郎二世，從秀哉受先開始下五次十局賽，每一次均為秀哉將中川降級，五次結束後，秀哉將中川降五段，變成中川受先二，當時中川棋力七段，秀哉八段，中川卻必須被秀哉讓二子，為極為著名的升降賽。而若是一個人將眾多人降級，表示他的棋力已經提升，則可以申請升段，此時只有沒被他降級的人可以異議，此為古代的升段機制，升段後則所有降級或被降級歸零，正在進行的升降十局賽亦要停止；例如本因坊道策、本因坊秀榮、本因坊秀哉幾乎都是將天下棋士降級受到擁戴而升上名人的。
此制度一路至日本棋院成立都還存在，當時各家報社為了銷量會請高段棋士互相下升降十局賽，吳清源在這些十局賽中，將各路好手降級，因此獲得昭和棋聖的封號。但由於降級此事於職業棋士為一大恥辱，如木谷實被吳清源降級後，兩人原為好友卻因此決裂十幾年；所以十局賽後，職業棋士間已鮮少舉辦升降手合制度的比賽，近年有名的升降賽為go9dan網站舉辦由李世乭與歐美職業棋士對局的升降賽，作為評定歐美棋力而辦。

## 相關連結
- 分先
- 讓先
- 圍棋的讓子